# Wassermühle Kuhmühlen

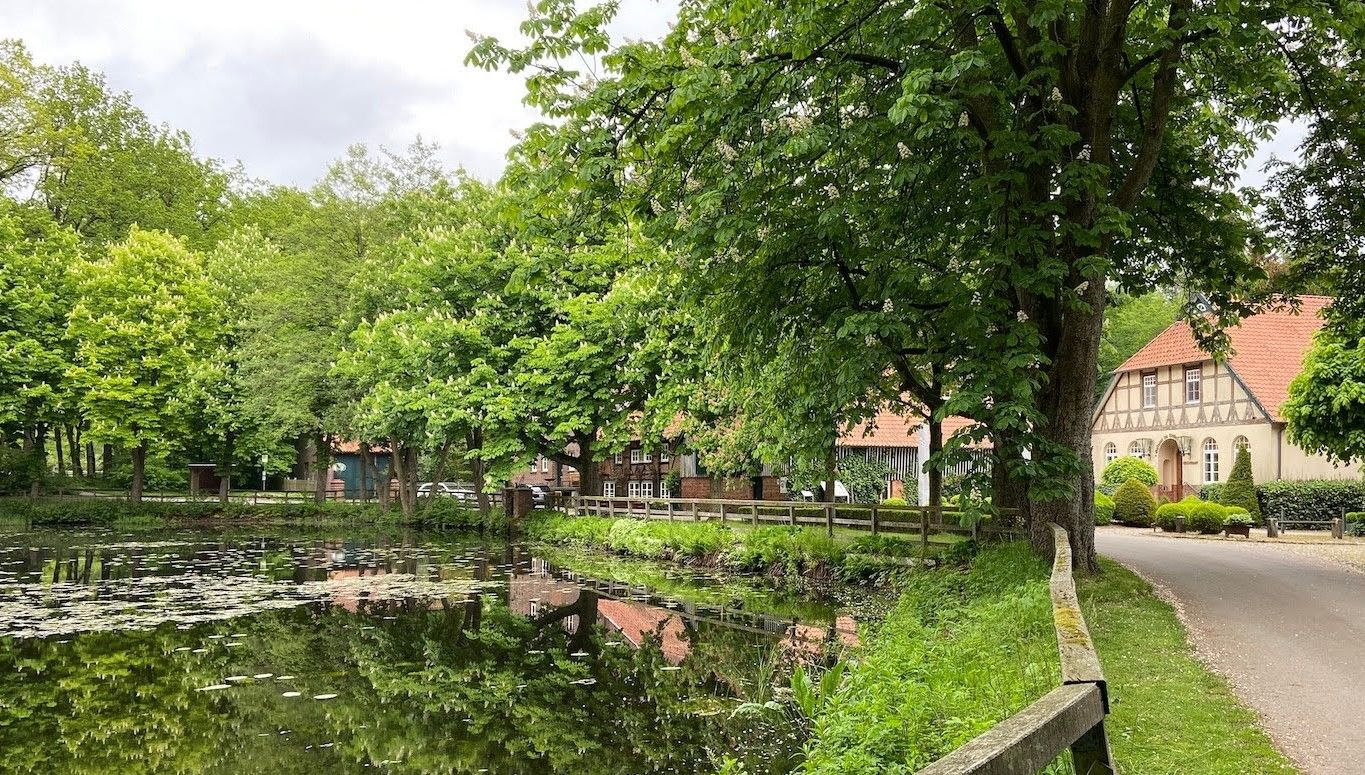
Mühlenanlage, von Westen (2021)

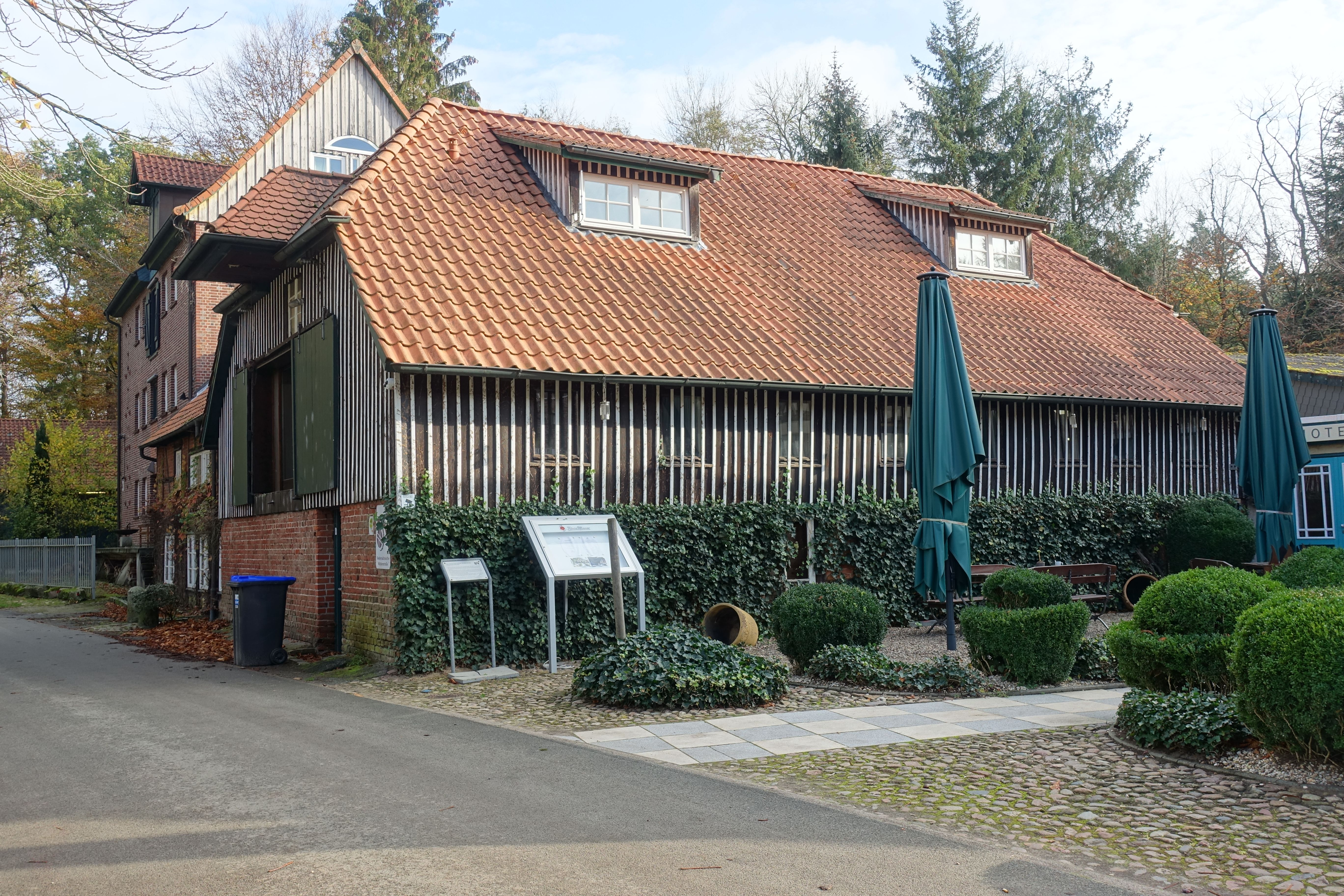
Wassermühle (2022)

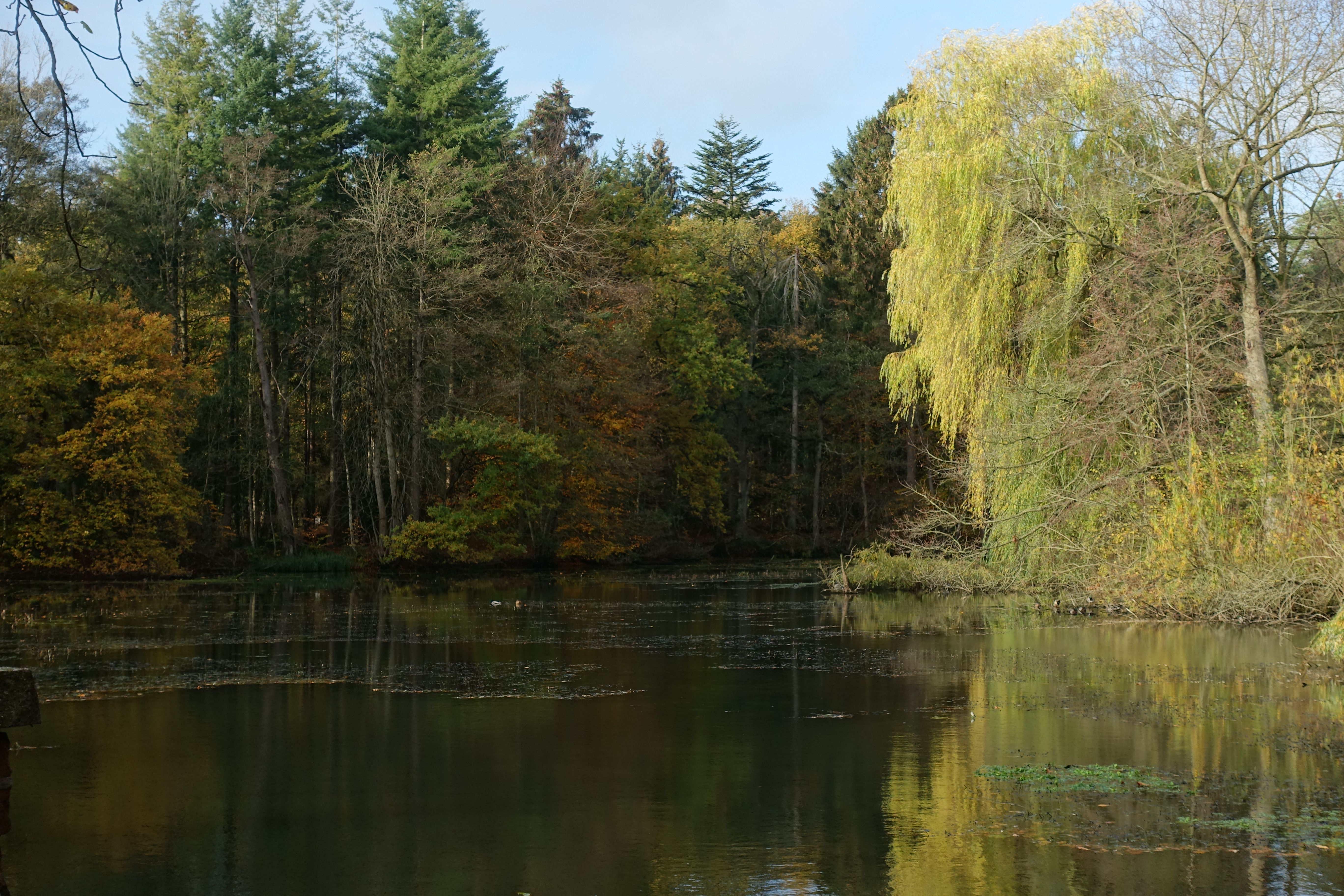
Mühlteich, von Süden (2022)

Die Wassermühle Kuhmühlen, Kuhmühler Weg 5, im Erholungsgebiet Kuhmühlen in der niedersächsischen Gemeinde Groß Meckelsen, Ortsteil Kuhmühlen, wurde im 18. und 19. Jahrhundert gebaut bzw. umgebaut. Aktuell (2025) wird das Gebäude gewerblich als Büro genutzt.
Das Gebäude steht unter Denkmalschutz (siehe auch Liste der Baudenkmale in Groß Meckelsen).

## Geschichte und Beschreibung
In früheren Zeiten war Kuhmühlen ein Rittergut. Der Ort liegt im Südwesten vom Kernort Groß Meckelsen als Teil der Samtgemeinde Sittensen im Landkreis Rotenburg (Wümme). Aus der Mühlenanlage entwickelte sich im 17. Jahrhundert die Gutsgemeinde Kuhmühlen.
Bereits im 13. Jahrhundert wurde der Kuhbach bei Kuhmühlen zu einem 2,5 ha großen Mühlenteich angestaut, um eine Wassermühle mit einem oberschlächtigen Wasserrad an einer natürlichen Geländestufe zu betreiben. Harmen Schulte, Burgmann auf Horneburg, soll vermutlich um 1455 am Kuhbach eine Kornmühle erbaut haben. Eine Zevener Klosterurkunde von 1513 berichtet, dass er dies mit dem Zevener Klosterprobst Theodoricus Peynus vereinbart habe. Nach einer anderen Quelle soll sie 1456 durch die Familie von der Lühe erneuert worden sein. Diese Familie baute am Mühlteich später eine repräsentative Wasserburg, welche Mitte des 19. Jahrhunderts abgerissen wurde. Die Klosterkammer Hannover erwarb das Areal und verpachtete die Mühle mit dem Wirtschaftsgebäude und dem benachbarten Gasthaus an die Müllerfamilie Behrens. Die Wassermühle erhielt nun einen Turbinenantrieb, der lange Zeit auch die Ortschaft mit Elektrizität versorgte. Gegen Ende der 1960er Jahre wurde der Mahlbetrieb eingestellt. Heute befindet sich im  Mühlgebäude ein Architekturbüro. Daneben steht das Café und Restaurant Zur Klostermühle.
Das Ensemble nördlich des Gutes Kuhmühlen besteht aus
- dem eingeschossigen trauf- und giebelständigen Gefügebau der ehemaligen Wassermühle vom 18. Jahrhundert in Fachwerk mit Steinausfachungen auf Felssteinfundament, mit ziegelgedecktem Krüppelwalm- und Satteldach und mit Umbauten im 19. Jahrhundert; die Mühlentechnik ist noch vorhanden,[3]
- dem Mühlenbach,[4]
- dem 2,5 ha großen Stauteich.

Das Landesdenkmalamt befand u. a.: „… An der Erhaltung des Mühlengebäudes mitsamt der Mühlentechnik, des Staus, Mühlbachs und Mühlteichs besteht aus geschichtlichen und städtebaulichen Gründen ein öffentliches Interesse ….“
Die Niedersächsische Mühlenstraße führt die Wassermühle Kuhmühlen als Nr. 64 im Landkreis Rotenburg.
Das benachbarte Gasthaus und Hotel zur Klostermühle ist ein giebel- und traufstängiges ein- und zweigeschossiges Gebäude mit Krüppelwalm- und Satteldach, das 1905 (Inschrift) und im 20. Jahrhundert gebaut wurde.